# Votorantim-groep
De Votorantim-groep (Portugees: Grupo Votorantim) is een groot industrieel conglomeraat in Latijns-Amerika, actief in diverse sectoren zoals financiën, energie, staal, ijzer, pulp en papier.
Het hoofdkantoor staat in de Braziliaanse stad São Paulo.
Het bedrijf startte in 1918 als textielfabriek in Votorantim.
Bedrijven die onder de Votorantim-groep vallen zijn:
- Banco Votorantim - financiën
- Fibria - pulp and paper
- Milpo - mijnbouw
- Votorantim Cimentos - cement
- Votorantim Energia - energie
- Votorantim Metais - mijnbouw
- Votorantim Siderurgia - staalfabriek